# Vasco Gonçalves de Pereira
Vasco Gonçalves de Pereira, senhor da Quinta de Pereira, cavaleiro vassalo do Conde Dom Pedro (1323) e meirinho-mor de Entre-Douro-e-Minho (1324-1327).

## Biografia
Em 1305 vendeu a seu irmão Gonçalo Gonçalves, deão do Porto, a parte que tinha na quinta de Boução, na freguesia de São Vicente de Boim, do julgado de Lousada.
Por ocasião da guerra civil de 1319-24 combateu por D. Dinis de Portugal, tendo sido um dos fidalgos a quem o monarca apresentou o rol das queixas que tinha contra o Infante herdeiro. Este facto, porém, não impediu que D. Afonso IV o tivesse mantido no exercício do meirinhado, e que em 1328 o indicasse para o grupo dos 40 fidalgos fiadores do tratado então assinado com Castela.
Terá morrido em finais de 1328.

## Dados genealógicos
Filho de Gonçalo Pires de Pereira, conde de Trastâmara, e de Urraca Vasques Pimentel, sua primeira mulher.
Casou com Inês Lourenço da Cunha, filha de Lourenço Martins da Cunha.
De quem teve os seguintes filhos:
- Rui Vasques de Pereira, casado com Maria Gonçalves de Berredo.
- Joana Vasques de Pereira, casado com Diogo Lopes Pacheco.
- Aldonça Vasques de Pereira, casado com Pêro Esteves Coelho.